# Alabama State Route 69
Die Alabama State Route 69 (kurz AL 69) ist eine in Nord-Süd-Richtung verlaufende State Route im US-Bundesstaat Alabama.
Die State Route beginnt an der Alabama State Route 177 in Jackson und endet nahe Guntersville am U.S. Highway 431 und an der Alabama State Route 79.

## Verlauf
Von Jackson verläuft sie zunächst in nordwestliche Richtung durch Coffeeville. Ab Linden führt Die AL 69 in nördlicher Richtung über Greensboro nach Tuscaloosa. Dort trifft sie auf die Interstates 20, 59 und 359 sowie auf die U.S. Highways 11, 44 und 82. Ab dem Lake Tuscaloosa verläuft die Alabama State Route 69 in Richtung Nordosten. Vor der Stadt Cullman nutzt sie für acht Kilometer (fünf Meilen) die Trasse der Interstate 65. Nach der Überquerung des Lake Guntersville endet sie im gleichnamigen Ort.

## Geschichte
Der erste Abschnitt der Alabama State Route 69 wurde 1940 errichtet. Er verband dabei die Städte Cullman und Tuscaloosa. Im Jahr 1957 wurde die State Route von Cullman bis Guntersville erweitert und ersetzte damit die Alabama State Route 112. Auch in südlicher Richtung wurde sie um zwei Abschnitte über Linden nach Nanafalia verlängert, wodurch die Alabama State Routes 13 und 79 abgelöst wurden. Die letzte Veränderung im Verlauf gab es 1960 durch die Erweiterung von Nanafalia nach Jackson.